# La visita del médico
La visita del médico es un óleo de Jan Steen. El tema es una escena de género, realizada en 1661-1662. Actualmente se encuentra en exhibición en el Wellington Museum en Londres, Reino Unido.

## Descripción
En esta obra se observa la complejidad que gustaba al pintor. La escena, por un lado, se centra en tres figuras, sobre las que se concentra la luz, dos mujeres y un hombre. La mujer de la derecha, la señora de la casa, está sentada en una silla con una mano en la frente, expresando su inquietud y melancolía. El hombre de pie con atuendo un poco anticuado le agarra la muñeca para tomarle el pulso. Sin embargo, la atención del médico se dirige a la segunda mujer. Esa otra mujer, como indica la ropa, es una sirvienta y le muestra al médico una botella de cristal y cuerpo redondo en la mano; ese frasco contiene la orina de la paciente y eso es lo que examina el médico.  Pero estos no son los únicos presentes en la escena: a los pies de la dama hay a la izquierda un niño sentado en el suelo jugando y a la derecha un pequeño perro sobre un cojín, mirando con atención a su ama. Finalmente, al fondo, más allá de los escalones y el arco de la puerta abierta, se atisba un hombre leyendo una carta en otra habitación.
La alcoba es muy rica; todo indica esta riqueza: la silla vacía, el asiento sobre el que se sienta la señora de la casa, los cuadros de las paredes (uno es "Peeckelhaering (El bufón)", del afamado pintor Frans Hals; el otro una "Venus y Adonis"), el rico dosel cerrado de la cama, el cojín del perro, el reloj de pared...

## Interpretación
El tema de este cuadro era una de las escenas de género más comunes en la época, cómica y moralizante a un tiempo pues normalmente la paciente era una doncella que padece "mal de amores", insinuando que lo que necesita es "desfogarse" casándose. En el caso de esta obra, se trata de una dama casada pero algunos elementos sugieren lo mismo: el gran cuadro con "Venus y Adonis", la mirada irónica del médico, la actitud de la señora de la casa cuya mirada se dirige al espectador con cierta picardía... Desde este punto de vista, su hijo en el suelo puede considerarse un símbolo de Cupido, ya que juega con unas flechas. El hombre que se ve al fondo puede entonces ser un marido mayor y ocupado que descuida las necesidades íntimas y emocionales de su joven esposa, o que está siendo engañado o en riesgo de estarlo con la mujer enamorada de otro; las llaves y la bolsa que cuelgan de la silla delante de ella ¿indican que está descuidando sus deberes domésticos?.  Analizada de esta manera, la pintura tendría un propósito moralizante, común en las obras de Steen.